# Richard Wellesley, 1:e markis Wellesley
Richard Colley Wellesley, 1:e markis Wellesley, född 20 juni 1760 på fädernegodset Dungan Castle i County Meath på Irland, död 26 september 1842 i Brompton i London, var en brittisk militär och statsman. Han var äldste son till Garret Wellesley, 1:e earl av Mornington. 
Vid faderns död ärvde Wellesley släktgodsen och titeln earl av Mornington. Han invaldes 1784 i brittiska underhuset och slöt sig där nära till Pitt, som 1793 gjorde honom till ledamot av Board of Control (uppsiktsnämnden över Ostindiska kompaniets förvaltning av indiska ärenden), Wellesley blev 1797 guvernör i Madras och samma år generalguvernör över kompaniets indiska besittningar. Han tillträdde sitt ämbete, fast besluten att befästa Clives och Warren Hastings verk mot de franska försöken att i södra Indien grundlägga ett stort, med det brittiska rivaliserande välde. Till en början förmådde han 1798 nizamen av Hyderabad att avskeda sina franska legotrupper, och därpå anföll han (februari 1799) den med fransmännen förbundne sultan Tippo Sahib av Mysore, stormade (4 maj samma år) dennes huvudstad Seringapatam, varvid Tippo stupade, och erövrade hela hans rike. Mysore överlät han till ättlingen av en äldre hinduisk dynasti där, dock först emot stora landavträdelser till kompaniet och nizamen. Segerlönen blev Wellesleys upphöjelse till (irländsk) markis. Även på andra håll drev Wellesley en konsekvent interventionspolitik; sålunda införde han faktisk kompanistyrelse i Tanjore, Surat och Karnatik samt tvang (genom sin bror Henry Wellesley) nawaben av Oudh att utlova bättre styrelse och låta kompaniet mot landförvärv delvis överta hans rikes försvar. 
Med peshwan av Poona ingick han 31 december 1802 fördraget i Bassein (nuvarande Vasai-Virar City), varigenom denne förband sig att sluta förbund endast med kompaniet samt att till detta avträda stora jordområden mot hjälp av en brittisk försvarsstyrka. Fördraget ledde till ett blodigt krig 1803–1804 med övriga marathfurstar, varunder marathernas makt bröts och Wellesleys bror Arthur Wellesley skar sina första lagrar som fältherre. Kompaniets direktörer, som med oro såg de kostsamma krigen och de vittutseende landförvärven, beslöt därför återgå till non-interventionspolitiken och ersatte i detta syfte 1805 den självrådige generalguvernören med lord Cornwallis. Wellesley hade emellertid under sin generalguvernörstid utstakat riktlinjer för det anglo-indiska väldets utveckling, som sedan aldrig helt kunde överges, även om systemet med subsidieallianser längre fram visade sig vara ett missgrepp och ersattes med andra utvidgningsmetoder. 
Hemkommen 1806, tog Wellesley säte i överhuset (han hade 1797 blivit brittisk peer), var 1809 en kort tid brittisk ambassadör hos spanska regeringsjuntan i Sevilla, där han stödde sin broder Arthur Wellesleys militära politik, efterträdde samma år Canning som utrikesminister i Percevals kabinett och avgick februari 1812. Efter mordet på Perceval (maj 1812) anmodades Wellesley bilda ministär, men misslyckades och motarbetade sedan i överhuset broderns sträva politik mot Napoleon I, vilken Wellesley efter dennes återkomst från Elba ansåg böra erkännas som konstitutionell regent i Frankrike. Wellesley var 1821–1828 lordlöjtnant på Irland och genomförde där en rad nyttiga reformer i rättskipning och polisväsen. 
Han återkallades som anhängare av katolikernas emancipation, när brodern, nu hertig av Wellington, 1828 bildade ministär, men fick året därpå se brodern nödsakad att genomföra den av honom påyrkade reformen. Wellesley närmade sig nu whigpartiet och var under Grey 1832–1834 ånyo lordlöjtnant på Irland. 1835 drog han sig tillbaka till privatlivet. Ostindiska kompaniet erkände, när han på ålderdomen råkat i ekonomiska svårigheter, genom en gåva på 20 000 pund sterling värdet av hans stora förtjänster om det brittiska väldets utveckling i Indien. Wellesley var en vidsynt, men självgod statsman och kallades med ett visst fog "en sultaniserad engelsman". Hans Dispatches, Minutes and Correspondence från hans indiska tid utgavs 1836–1840 i 5 band av Montgomery Martin, hans Memoirs and Correspondence i 3 band av Robert Rouiere Pearce (1846).